# 一番はじめは一の宮
一番はじめは一の宮（いちばんはじめはいちのみや）は、明治後期から昭和時代にかけて、全国で歌われていた手まり歌・お手玉歌のひとつである。
曲は明治時代に日本軍隊の指導のために来日したフランス人が作曲した軍歌「抜刀隊」のメロディーを借用したものであるが、リズムは手鞠歌によく見られるピョンコ節になっており、メロディーも歌いやすいように変えられていることがある。
歌詞は、口承による童歌のため、作詞者は未詳で、また、歌詞にいろいろなパターンがある。
一般に唄われていたものは、20行からなり、前半は数え歌形式で、この歌では、御利益のありそうな神社仏閣尽くしになっている。後の10行は打って変わって、徳富蘆花の小説「不如帰」をモチーフにしている。本来は10行目までで終わりになっていたのが、1908年（明治41年）前後から「不如帰」が劇として各地で上演されることが多くなったのを受け、舞台を鑑賞した年かさの女児が、後を付け足したものと思われる。
近年は作曲家信長貴富編曲による合唱曲としてしばしば演奏されるようになった。《7つの子ども歌》所収、混声版と女声（同声）版がある。因みに曲名は「一番はじめは」となっている。
また、東海地区のラジオ局（CBCラジオ・東海ラジオ）では、大須ういろのCMのBGMでも有名である。

## 歌詞
一番はじめは一の宮

二また日光中禅寺

三また佐倉の惣五郎

四はまた信濃の善光寺

五つは出雲の大社（おおやしろ）

六つ村々鎮守様

七つは成田の不動様

八つ八幡の八幡宮

九つ高野の高野山

十で東京心願寺

これほど心願かけたのに

浪子の病は治らない

ごうごうごうと鳴る汽車は

武男と浪子の別れ汽車

二度と逢えない汽車の窓

鳴いて血を吐くほととぎす

武男が戦争に行くときは

白い真白いハンカチを

うちふり投げてねえあなた

早く帰ってちょうだいね
※一番初めの一の宮、八つ大和の東大寺／法隆寺、十で所の氏神さん／東京泉岳寺／東京本願寺など様々なバリエーションが地域ごとに見られる。また、年代によって歌詞が変わる場合もある。